# 塞巴斯蒂安·富克拉
塞巴斯蒂安·富克拉（法語：Sébastien Foucras，1971年1月4日—），法国男子自由式滑雪运动员。他曾代表法国参加1998年冬季奥林匹克运动会自由式滑雪比赛，获得男子空中技巧银牌。